# Phylica oleaefolia
Phylica oleaefolia är en brakvedsväxtart som beskrevs av Étienne Pierre Ventenat. Phylica oleaefolia ingår i släktet Phylica och familjen brakvedsväxter. Inga underarter finns listade i Catalogue of Life.